# Die Büchse der Pandora
Die Büchse der Pandora is een Duitse misdaadfilm uit 1929 onder regie van Georg Wilhelm Pabst. Louise Brooks speelt het hoofdpersonage Lulu, een rol waarvoor ze speciaal naar Europa verhuisde en waardoor Marlene Dietrich de rol aan haar neus voorbij zag gaan.  Niettegenstaande de kennis en het gebruik van de geluidsfilm vanaf 1928, was dit een stomme film en een remake van Arzén von Cserépy' gelijknamige film uit 1921, met Asta Nielsen als Lulu. Die Büchse der Pandora heeft een lesbisch thema en is gebaseerd op de misdaden van Jack the Ripper.

## Verhaal
Lulu is een prostituee die dolgraag met pensioen wil. Krantenmagnaat Peter Schön helpt haar een handje en geeft daarom zijn zoon Alwa de opdracht een artikel te schrijven over Lulu in een tijdschrift, in de hoop dat ze met aandacht van de media een andere baan kan krijgen. Alwa en Lulu worden al gauw verliefd.

## Rolverdeling
| Acteur          | Personage       |
| --------------- | --------------- |
| Louise Brooks   | Lulu            |
| Fritz Kortner   | Dr. Peter Schön |
| Francis Lederer | Alwa Schön      |
| Alice Roberts   | Anna Geschwitz  |
| Carl Goetz      | Schigolch       |